# Aramees
Het Aramees (ܐܪ̈ܡܝܐ, Oromoyo), de oorspronkelijke taal van de Arameeërs, is een Noordwest-Semitische taal die zijn oorsprong vindt in het oude Aram en zich snel verspreidde naar de rest van Mesopotamië, Oost-Arabië en het schiereiland Sinaï, waarin het al meer dan drieduizend jaar voortdurend en onophoudelijk wordt geschreven en gesproken in verschillende varianten.
Aramees diende als taal van het openbare leven van Arameeërs, taal van bestuur van koninkrijken en rijken, en ook als taal van goddelijke aanbidding en religieuze studie. De moderne varianten worden geclassificeerd als Neo-Aramees (modern Aramees). Ze wordt in verschillende varianten gesproken maar met uitsterving bedreigd.
Aramees behoort tot de noordwestelijke groep van de Semitische taalfamilie, die ook de Kanaänitische talen omvat, zoals het Hebreeuws en Fenicisch. Aramees wordt geschreven in het Aramese alfabet en de meest prominente alfabetvariant is het Syrische alfabet. Het Aramese alfabet werd ook een basis voor het creëren en aanpassen van specifieke schrijfsystemen in sommige andere Semitische talen, zoals het Hebreeuwse alfabet en het Arabische alfabet.
De Aramese taal wordt nu als bedreigd beschouwd, aangezien verschillende varianten voornamelijk door de oudere generaties worden gebruikt en de meeste sprekers in diaspora wonen. Onderzoekers werken eraan om alle resterende variëteiten van Neo-Aramees vast te leggen en te analyseren voordat ze uitsterven. Aramees vormt de moedertaal van de Arameeërs en Mandeeërs, evenals enkele Mizrahi-Joden.
Vroege Aramese inscripties dateren uit de 11e eeuw voor Christus, waardoor het een van de vroegste talen is die werden opgeschreven. Vrij algemeen wordt verondersteld dat Jezus Aramees sprak.

## Ontstaan en verspreiding
Het Aramees wordt oorspronkelijk gesproken door de Arameeërs, een Semitisch volk dat woonde in Aram, in Noord Mesopotamië en Syrië, een gebied dat zich uitstrekt over (delen van) het huidige Irak, Syrië en Turkije. Naarmate grote aantallen Arameeërs zich vestigden in Mesopotamië won hun taal veld in het Assyrische Rijk, naast het Akkadisch. In de 8e eeuw v.Chr. werd het de ambtelijke taal van het Assyrische en later ook van het Babylonische en het Achaemenidische Rijk. Dit zogenaamde Rijksaramees raakte over een groot deel van het Midden-Oosten verspreid en werd eeuwenlang gebruikt als diplomatieke taal, ook door het oude Egypte.

### Evolutie
Het Aramees kan in drie hoofdperiodes verdeeld worden:
- Oud-Aramees of Rijksaramees (1100 v.Chr.–200 n.Chr.), waaronder:
  - Bijbel-Aramees van enkele boeken van de Hebreeuwse Bijbel; (Daniël en Ezra);
  - Galilees-Aramees of Joods-Palestijns Aramees; het veronderstelde Aramees van Jezus;
- Midden-Aramees (200–1200), waaronder:
  - Literair-Aramees met als voornaamste taal het Syrisch;
  - Het Aramees van de Talmoed, Targoem en Midrasj;
  - Mandaïsch;
- Neo-Aramees (1200–heden), waaronder:
  - Verschillende moderne dialecten zoals: Turoyo, Sureth en Siryon.

Uit het Rijksaramees ontwikkelden zich vanaf de 7e eeuw v.Chr. twee grote takken die aan de basis liggen van de latere varianten van het Aramees: de oostelijke in Mesopotamië en de westelijke in de delen van het Midden-Oosten ten westen daarvan.

### West-Aramese tak
Tot de West-Aramese tak behoorden het Nabatees (de taal van de Nabateeërs), het Palmyreens, de taal van Palmyra en het Palestijns, dat zich ontwikkelde in het huidige Israël/Palestina, Libanon en het westen van Syrië, dat weer gesproken werd door de Samaritanen, de Joden en de christenen in Palestina.

### Oost-Aramese tak
Tot de Oost-Aramese tak behoort het Syrisch, dat zich ontwikkelde in de vroegchristelijke Aramese stad Edessa en belangrijk werd als taal voor de christelijke kerken in het Midden-Oosten, maar zich rond de 2e eeuw opnieuw opsplitste in twee varianten: het Oost-Syrisch, dat gebruikt werd door de kerken die onder gezag van de Perzen kwamen en het West-Syrisch, voor de kerken die tot het Romeinse Rijk bleven behoren.
De Joden die in Babylon waren gebleven ontwikkelden een eigen vorm van Oost-Aramees, net als de Mandeeërs in het zuiden van Mesopotamië (het Mandaïsch).

### Het Aramees bij de Joden

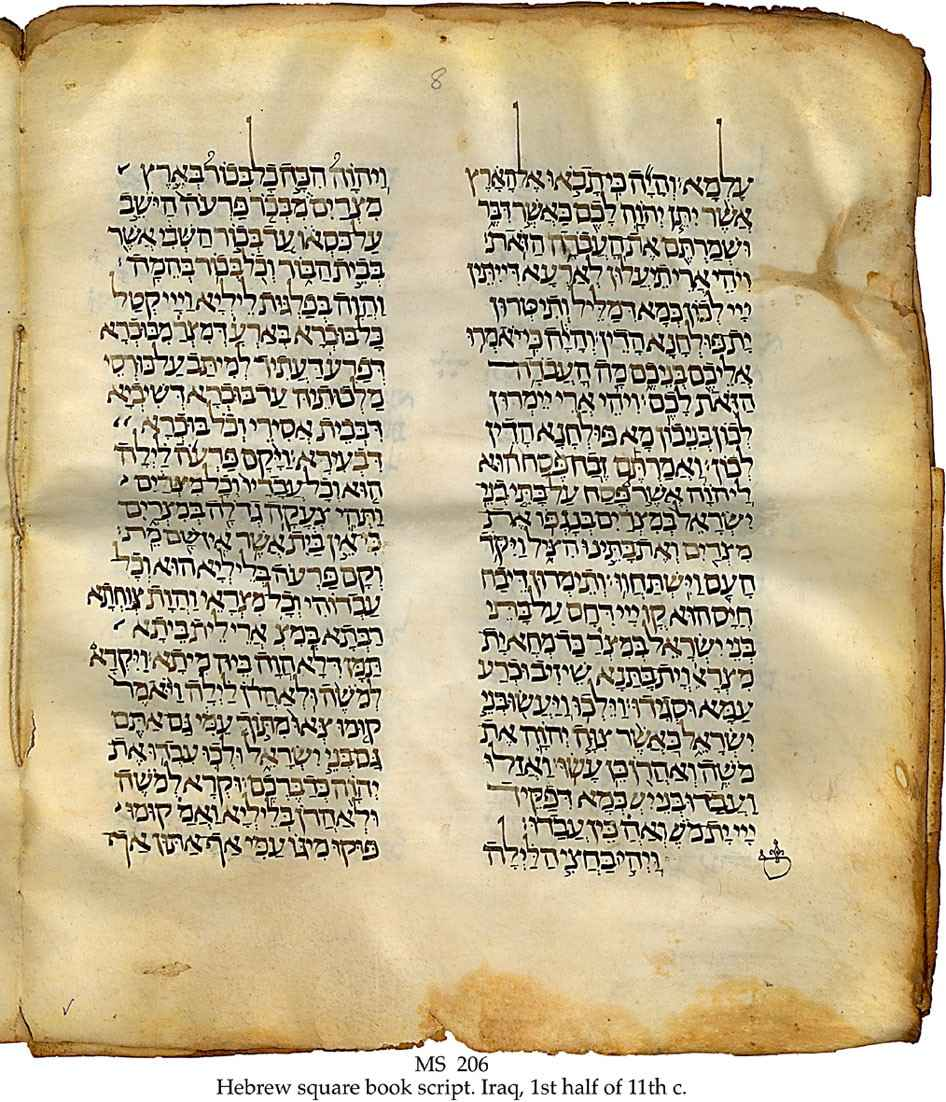
Tekst uit de Hebreeuwse Bijbel (Exodus 12:25-31) in zowel Hebreeuws als Aramees. Noord-Irak, 11e eeuw n.Chr.

Afgezien van de deuterocanonieke boeken, is het Oude Testament, de Tenach, voor het grootste deel geschreven in het Hebreeuws. Daniël 2:4 tot 7:28; Ezra 4:8 tot 6:18 en 7:12-26; Genesis 31:47 en Jeremia 10:11 zijn echter in het Aramees geschreven. Het gaat om een soort Aramees dat rechtstreeks uit het Rijksaramees komt, het zogenaamde Bijbel-Aramees. Het moderne Hebreeuws is doorspekt met woorden en uitdrukkingen uit het Aramees. Verondersteld wordt dat de meeste Joden in Israël en Judea in het begin van onze jaartelling een vorm van West-Aramees als dagelijkse omgangstaal spraken. Dit Joods-Aramees zou de taal van Jezus zijn geweest.
De rabbijnse geschriften zijn grotendeels in het Aramees geschreven: de Babylonische Talmoed en aanverwante geschriften in het Joods-Babylonisch, de Jeruzalemse Talmoed in het Joods-Aramees.

## Aramees schrift
De latere varianten van het Aramees ontwikkelden eigen vormen van schrift, gebaseerd op dit oorspronkelijke alfabet, zoals het Syrische en het Mandese schrift. Het Arabisch alfabet is afgeleid van het Nabateïsche schrift.

## Modern Aramees
Aramees wordt al drieduizend jaar voortdurend en onophoudelijk gesproken. Tegenwoordig wordt het Aramees nog in verschillende varianten gesproken in plaatsen in Mesopotamië en de Levant. Enkele van deze plaatsen zijn: Qamishli, Alqosh, Maaloula, Midyat. De meest prominente gesproken dialecten zijn het Centraal Neo-Aramees (Turoyo) en het Noordoost Neo-Aramees (Sureth). Daarnaast wordt nog Westers Neo-Aramees (Siryon) gesproken in drie dorpen omstreken Damascus. Na meer dan een millennium grotendeels als een geïsoleerde gemeenschap in afgelegen gebieden te hebben gewoond, ontsnapten de overgebleven sprekers van moderne Aramese dialecten, de Arameeërs, aan de taaldruk die anderen ondervonden tijdens de grootschalige taalverschuivingen die de proliferatie van andere talen onder degenen die ze voorheen niet spraken, meest recentelijk de arabisering van het Midden-Oosten en Noord-Afrika door Arabieren, te beginnen met de vroege islamitische veroveringen van de zevende eeuw.
Verschillende Aramese varianten worden zowel in het Aramees als in andere talen vaak "Syrisch" genoemd. Het vervangen van de termen Aramees, Arameeërs en Aram voor Syrisch, Syriërs en Syrië werd in gang gezet tijdens de vijfde eeuw na Christus toen de Grieken de label Syrisch begonnen te gebruiken voor de Arameeërs en hun taal. In deze periode begon het acceptatie te krijgen onder de Aramese literaire en kerkelijke elites. De praktijk van het gebruik van Syrische labels als aanduiding voor de Arameeërs en hun taal was heel gebruikelijk onder de oude Grieken, en onder hun invloed werd het ook gebruikelijk onder de Romeinen en Byzantijnen.

### Westers Neo-Aramees
In Syrië wordt Westers Neo-Aramees gesproken door Arameeërs in de omstreken van Damascus. De enige overgebleven volkstaal van Westers Neo-Aramees is Siryon, dat wordt gesproken in de Aramese dorpen Maaloula, al-Sarkha (Bakhah) en Jubb'adin aan de Syrische kant van het Anti-Libanongebergte, evenals door sommige Arameeërs die migreerden van deze dorpen naar Damascus en andere grote steden van Syrië.

### Centraal Neo-Aramees
Centraal Neo-Aramees, (tussen Westers Neo-Aramees en Oosters Neo-Aramees in) wordt vertegenwoordigd door Turoyo, de taal van de Arameeërs van Tur Abdin. Deze variant wordt in de volksmond in het Aramees ook wel Suryoyo genoemd. De Turoyo sprekers zijn de streek ontvlucht en leven nu in Europa en Noord-Amerika. Een verwante Aramese taal, Mlaḥsô, is onlangs uitgestorven.

### Noordoost Neo-Aramees
Noordoost Neo-Aramees wordt voor het grootste deel vertegenwoordigd door het Aramees van de Arameeërs van Hakkari, Urmia, Bohtan en de vlakte van Nineveh. De term 'Sureth' wordt soms gebruikt als overkoepelende term voor de varianten die gesproken worden door de Christelijke Arameeërs. Noordoost Neo-Aramees bestaat uit gerelateerde varianten die kunnen verschillen per streek of zelfs van dorp tot dorp.
De Joods-Aramese talen worden nu het meest gesproken in Israël en de meeste worden met uitsterven bedreigd. De joodse varianten die afkomstig zijn uit gemeenschappen die ooit in tussen het meer van Urmia en Mosul leefden, zijn niet allemaal onderling verstaanbaar. Op sommige plaatsen, bijvoorbeeld Urmia, spreken Aramese christenen en Joden op dezelfde plaats onderling onverstaanbare varianten van Oosters Neo-Aramees. In andere, bijvoorbeeld de vlakten van Nineveh rond Mosul, zijn de variëteiten van deze twee etnische gemeenschappen (Arameeërs en Iraakse Joden) vergelijkbaar genoeg om conversatie mogelijk te maken. Varianten worden nog gesproken in het dorpje Jish ten noordwesten van het Meer van Galilea.

### Modern Mandaïsch Aramees
Mandeeërs die verspreid zijn over Irak en de provincie Khuzestan in Iran wonen spreken Neo-Mandaïsch. Deze variant is anders dan andere Aramese varianten. Mandeeërs tellen zo'n 50.000-75.000 mensen, maar men gelooft dat Neo-Mandaïsch nu vloeiend kan worden gesproken door slechts 5000 mensen, terwijl andere Mandeeërs een verschillende mate van kennis hebben.

## Tellen
Hieronder een tabel met vergelijkingen tussen Oud Aramees, Westers Neo-Aramees (Siryon), Centraal Neo-Aramees (Turoyo) en Noordoost Neo-Aramees (Sureth). Wat betreft de uitspraak:
- De E met een apostrof wordt uitgesproken als een sjwa (dus: ə; zoals in: schoenen).
- Wat de numeralia betreft, zijn de verschillen met het Bijbels Aramees en andere oude dialecten, zoals het Edessaans Aramees (Syrisch), miniem.

| Nederlands | Oud-Aramees | West Neo-Aramees (Siryon) | Centraal Neo-Aramees (Turoyo) | Noordoost Neo-Aramees (Sureth) |
| ---------- | ----------- | ------------------------- | ----------------------------- | ------------------------------ |
| een        | chad        | ɑħħɑð                     | ħa ħðo                        | ga                             |
| twee       | te'reen     | iθᵊr                      | tre                           | tre                            |
| drie       | te'lata     | eθlɑθ                     | tloθo                         | tlatha                         |
| vier       | arre'be'a   | ɑrpɑˤ                     | arˤbˤo                        | arba                           |
| vijf       | chamme'sja  | ħɑmmeʃ                    | ħamʃo                         | gamsja                         |
| zes        | sjieta      | seθ                       | əʃto                          | esjta                          |
| zeven      | sjiebe'a    | eʃbɑˤ                     | ʃawˤo                         | sjowa                          |
| acht       | te'manne'ja | θmoːn                     | tmənyo                        | tmanja                         |
| negen      | tiesje'a    | eŧʃɑˤ                     | təʃˤo                         | tisha                          |
| tien       | ase'r       | eˤsɑr                     | ˤasrˤo                        | esra                           |